# Тунбай
Тунба́й (кит. упр. 桐柏, пиньинь Tóngbǎi) — уезд городского округа Наньян провинции Хэнань (КНР). Уезд назван по горам Танбайшань.

## История
Уезд был создан при империи Суй в 598 году. После монгольского завоевания уезд был расформирован, но при империи Мин в 1476 году был создан вновь.
В 1949 году был создан Специальный район Наньян (南阳专区), и эти места вошли в его состав. Впоследствии Специальный район Наньян был переименован в Округ Наньян (南阳地区).
В 1994 году решением Госсовета КНР был расформирован округ Наньян и создан Городской округ Наньян.

## Административное деление
Уезд делится на 11 посёлков и 5 волостей.